# Шаповалов, Пётр Ермолаевич
Пётр Ермолаевич Шаповалов (1892—1960) — советский военачальник, полковник.

## Биография
Родился 25 сентября 1892 года на хуторе Быстроянск станицы Орловской Сальского округа области Войска Донского.
Участник Первой мировой войны. После Октябрьской революции служил в РККА.
Участник Гражданской войны в России. В 1918—1919 годах командовал партизанским отрядом, действовавшим в Сальских степях в тылу у Деникина. В 1919—1920 годах — командир батареи 4-й кавалерийской дивизии 1-й Конной армии. Награждён первым орденом Красного Знамени. Участник советско-польской войны, во время боёв за город Броды был награждён вторым орденом Красного Знамени. В дальнейшем находился на должности командира артиллерийского полка в РККА.
С 1922 года — в запасе. В 1925 году вернулся в армию и назначен военным комиссаром Романовского района. Окончил артиллерийские курсы усовершенствования комсостава и Военную академию РККА им. М. В. Фрунзе. Был командиром 11-го конного артиллерийского полка, начальником артиллерии 27-й стрелковой дивизии, На этом посту был награждён третьим орденом Красного Знамени.
Участник Великой Отечественной войны: помощник начальника Рязанского артиллерийского училища по материально-техническому обеспечению, заместитель начальника 2-го Харьковского танкового училища, заместитель командира 5-й запасной стрелковой дивизии. Полковник Шаповалов уволен в 1944 году по болезни в отставку.
Умер в 31 июля 1960 года.

## Награды
- Четыре ордена Красного Знамени (5.10.1921[4], 12.12.1921[4], 20.08.1928[4], 21.2.1945[5]);
- медаль «За победу над Германией в Великой Отечественной войне 1941—1945 гг.» (9.05.1945)[6];
- юбилейная медаль «XX лет Рабоче-Крестьянской Красной Армии» (1938 год);